# Флирт (фильм, 1991)
«Флирт» (англ. Flirting) — фильм Джона Дайгана о романе между двумя подростками. Сиквел фильма «Год, когда у тебя сломался голос» 1987 года, также снятого Джоном Дэйганом.

## Сюжет
Дэнни Эмблинг (Ноа Тейлор) — изгой в строгой частной школе для мальчиков. Он знакомится с Тандивией Аджева (Тэнди Ньютон), дочерью африканского преподавателя, которая отбывает свой срок в расположенной поблизости школе-интернате для девочек. Дэнни и Тандивия становятся близкими друзьями, любовниками и головной болью для своих учителей, чьи методы воспитания и поддержания дисциплины очень напоминают тюремные. Этой парочке помогает только Никола Рэдклифф (Николь Кидман), которая, несмотря на своё примерное поведение и руководящую должность, симпатизирует влюбленным.

## В ролях
- Ноа Тейлор — Дэнни Эмблинг
- Тэнди Ньютон — Тандивия Аджева
- Николь Кидман — Никола Рэдклифф
- Ким Уилсон — Мелисса
- Наоми Уоттс — Джанет Оджерс
- Лес Хилл — Грег Гилмор